# Paurocoris punctatus
Paurocoris punctatus är en insektsart som först beskrevs av William Lucas Distant 1893.  Paurocoris punctatus ingår i släktet Paurocoris och familjen Rhyparochromidae. Inga underarter finns listade i Catalogue of Life.